# Epicrionops
Epicrionops – rodzaj płazów beznogich z rodziny Rhinatrematidae.

## Rozmieszczenie geograficzne
Rodzaj obejmuje gatunki występujące w Kolumbii, Ekwadorze, Peru, Gujanie, Wenezueli i przypuszczalnie w sąsiedniej Brazylii; być może też w północnej Boliwii.

## Systematyka
Rodzaj zdefiniował w 1883 roku belgijsko-brytyjski herpetolog George Albert Boulenger w artykule zatytułowanym Opis nowego rodzaju płazów beznogich, opublikowanym w czasopiśmie „The Annals and magazine of natural history”. Gatunkiem typowym jest (oznaczenie monotypowe) E. bicolor.

### Etymologia
Epicrionops: rodzaj Epicrium Wagler, 1828; ωψ ōps, ωπος ōpos ‘wygląd’.

### Podział systematyczny
Do rodzaju należą następujące gatunki:
- Epicrionops bicolor Boulenger, 1883
- Epicrionops columbianus (Rendahl & Vestergren, 1939)
- Epicrionops lativittatus Taylor, 1968
- Epicrionops marmoratus Taylor, 1968
- Epicrionops parkeri (Dunn, 1942)
- Epicrionops peruvianus (Boulenger, 1902)
- Epicrionops petersi Taylor, 1968